# Druckbeiwert
Der Druckbeiwert {\displaystyle c_{\mathrm {p} }}, häufig auch als Druckkoeffizient bezeichnet, ist eine dimensionslose Kennzahl aus der Aerodynamik, die häufig bei der Auslegung und Analyse von Tragflächen angewendet wird, aber auch in anderen Bereichen der Aerodynamik, z. B. bei Innenströmungen.
Er wird u. a. verwendet, um die Druckverteilung auf der Tragfläche von Flugzeugen zu beschreiben oder grafisch darzustellen; unter der Druckverteilung versteht man den Druck auf alle Punkte auf der gesamten Oberfläche der Tragfläche.
Bezogen auf einen bestimmten Punkt stellt der Druckbeiwert das Verhältnis des statischen Druckes zum dynamischen Druck dar.
Der Druckbeiwert am Ende eines durchströmten Körpers (z. B. eines Ventils) wird als Druckverlustbeiwert bezeichnet.

## Formel
Der Druckbeiwert ist folgendermaßen definiert:
{\displaystyle c_{\mathrm {p} }={\frac {p-p_{\infty }}{{\frac {1}{2}}\,\rho \,c_{\infty }^{2}}}}
Bei Annahme einer inkompressiblen Strömung (Ma < 0,3) gilt auch:
{\displaystyle c_{\mathrm {p} }=1-\left({\frac {c}{c_{\infty }}}\right)^{2}}
Hierbei sind:
- {\displaystyle p} = der an einem bestimmten Punkt gemessene statische Druck
- {\displaystyle p_{\infty }} = der statische Druck in der Zuströmung
- {\displaystyle \rho } = die Dichte des umgebenden Mediums (z. B. Luft)
- {\displaystyle c} = Betrag der lokalen Geschwindigkeit des umgebenden Mediums (z. B. Luft); statt {\displaystyle c} wird oft auch {\displaystyle v} benutzt oder {\displaystyle w} für die Geschwindigkeitskomponente in x-Richtung.
- {\displaystyle c_{\infty }} = die Anströmgeschwindigkeit des umgebenden Mediums (analog sind auch {\displaystyle v_{\infty }} und {\displaystyle w_{\infty }} gebräuchlich)

## Bedeutung
Der Nenner des Bruches, {\textstyle {\frac {1}{2}}\,\rho \,c_{\infty }^{2}}, stellt den Staudruck (oder auch dynamischen Druck) der freien Anströmung dar, also ist 1 der höchste Wert, den der Druckbeiwert in einer inkompressiblen Strömung um starre Körper und ohne Energiezufuhr erreichen kann (im Staupunkt).
Am Vorzeichen der Ableitung {\displaystyle {\tfrac {\mathrm {d} p}{\mathrm {d} x}}} des Druckes nach der Lauflänge lässt sich ablesen, ob die Strömung gegenüber der Zuströmung beschleunigt oder abgebremst wird:
- negative Vorzeichen bedeuten Druckabnahme (also Beschleunigung)
- positive Vorzeichen kennzeichnen Druckzunahme (also Bereiche, in denen die Strömung abgebremst wird bzw. sich bei reibungsbehafteter Strömung ablöst).

Durch den Bezug des Beiwertes auf den Staudruck ändert sich die Verteilung des Druckbeiwertes um einen Körper nicht, wenn sich Geschwindigkeit, Dichte oder statischer Druck der Zuströmung ändern, weil sich dann nämlich alle um den Körper verteilten Einzelwerte des Beiwertes in gleicher bzw. ähnlicher Weise ändern. Außerdem gilt die Verteilung auch für alle geometrisch ähnlichen Körper. Aus der Druckverteilung um ein Flügelprofil können also für einen großen Bereich von Fluggeschwindigkeiten und ‑höhen die tatsächlichen Drücke berechnet werden.
Diese Verhältnisse gelten streng genommen nur in reibungsloser inkompressibler Strömung, sind aber im allgemeinen Fall oft als ausreichende Näherung anwendbar. Sie gelten nicht für: Positionen hinter Stößen, in der Grenzschicht, bei Strömungen mit Ablösungen und bei Strömungen mit variabler Lage des Umschlagspunktes zwischen laminarer und turbulenter Grenzschicht.